# عبد السلام العامري
عبد السلام إبراهيم العامري لاعب كرة قدم سعودي ، يلعب كلاعب وسط لعب سابقاً في نادي الباطن.